# 干場かなえ
干場 かなえ（ほしば かなえ、 1986年10月3日 - ）は、日本のシンガーソングライター。所属レコード会社はビクターエンタテインメント、所属事務所はホリプロ。北海道出身。専門学校札幌ビジュアルアーツ出身。血液型はA型。本名は髭白香苗（ひげしろ　かなえ）、旧姓、干場（ほしば）。

## 経歴
- 6歳の頃から、クラシックピアノや民謡を習い始め、音楽に接する。
- 17歳にミュージシャンになろうと決意し、オリジナル楽曲の制作を始める。その後、札幌でのイベント等に出演するようになり、反響を得るようになる。
- 専門学校札幌ビジュアルアーツ在校中、オーディションイベント「ハイドアンドシーク」でビクターエンタテインメントの目に留まり、育成契約を結ぶ。
- 2007年7月1日に、札幌を離れて上京する。2008年7月16日に、ビクターエンタテインメントより「アズキイロ」でメジャーデビューした。
- 2010年に、平仮名表記の「ほしばかなえ」に改名。
- 2013年に、ドラマーの髭白健と結婚[1]。

## 人物
- 北海道出身。実家には両親が、アメリカに兄がいる。
- 特技は空手。趣味は釣りである。
- 好きなアーティストはキャロル・キング、リサ・ローブ、ジャニス・イアン、sakuraなど。
- 好きな花は、オレンジ色の花。
- ラムネ、グミ、ねるねるねるねなど、駄菓子、和菓子が好き。
- 自宅には、「ロンちゃん」という名の亀を飼っている。
- サカナクションとは、北海道にいた頃から仲が良い。
- ホームヘルパーの資格を持っている。
- 口癖は「イエイイエイ」や「あまーい」など。
- 性格は、寂しがりやだが、一人の時間が好きらしい。また、よく笑う。
- 曲を歌っている時とのギャップが、非常に大きいのが魅力の一つである。

## 作品

### シングル
1. アズキイロ(2008年7月16日) VICL-36427
  1. アズキイロ
    - メーテレ制作16局ネットラブちぇん 2008年5〜6月度エンディングテーマ

  2. Oh We Are!
    - 関西テレビ・フジテレビ系グータンヌーボ 2008年8〜9月度エンディングテーマ

  3. 夢追人
  4. アズキイロ(Back Track)

### ミニアルバム
1. 「星花」(2009年4月22日) VICL-63329
  1. きっと春は
    - STVラジオ 2009年4月度推薦曲
    - 札幌テレビ放送 どさんこワイド180 2009年4月度エンディングテーマ

  2. beyond
  3. サンスベリア
  4. 彼方の彼の方
  5. 高速道路
2. 「Life is smile」(2012年4月25日)※インディーズ
  1. Inside of a dream
  2. たゆたう春の子守唄
  3. あのコ
  4. 魔法の太陽
  5. Life is smile
  6. 帰ろうよ

### その他
1. 「ララルルラ〜呼吸の音色〜」  - 2009年9月2日[2]
  - ハウス食品「北海道シチュー」CMソング[3]

## 過去のラジオレギュラー番組
- 干場かなえの夢かなえ！（STVラジオ 2008年10月4日〜2009年10月3日 毎週土曜日23:30-24:00)
- The Nutty Radio Show 鬼玉 内「干場かなえ 水曜コワイでしょ？」（NACK5 2009年4月1日〜2009年9月30日 毎週水曜日21:40-21:55)
- TOKYO→NIIGATA MUSIC CONVOY 月曜（FM PORT 2008年4月7日〜2009年6月29日 毎週月曜日20:00-22:00）